# Laura Pisati
Laura Pisati (Ancona, ca. 1870 – Roma, 30 de março de 1908) foi uma matemática italiana. Foi a primeira representante da Itália a associar-se à Associação dos Matemáticos da Alemanha (DMV), em 1905, e em 1908 foi a primeira mulher a ser convidada a apresentar uma palestra no Congresso Internacional de Matemáticos (ICM). Tendo morrido antes do início do ICM, Hilda Phoebe Hudson foi a primeira mulher a palestrar em um ICM, no congresso de 1912 em Cambridge.

## Formação e carreira
Nascida em Ancona, Pisati foi a partir de 1897 professora em uma escola secundária para garotas em Roma. Graduou-se em 1905 na Universidade de Roma "La Sapienza". Morreu ainda jovem alguns dias antes do ICM de 1908 em Roma, e alguns dias antes de seu casamento com o físico e engenheiro eletricista italiano Giovanni Giorgi, que foi seu mentor como aluna de mestrado. Seu artigo para o ICM tem o título "Saggio di una teoria sintetica delle funzioni di variabile complessa" ["An Essay on a Synthetic Theory of Functions of a Complex Variable"], e foi apresentado por Roberto Marcolongo.
Seu livro Elementi di geometria ad uso delle scuole medie inferiori, publicado em 1907, fazia parte de um movimento no ensino italiano da época, reagindo contra a apresentação do material com foco na intuição e na experimentação prática, que se tornou popular a partir de década de 1880, e voltando a um estilo de ensino de geometria que incluía provas mais rigorosas.

## Obras

### Artigos
- Pisati, Laura (1905), «Sulla estensione del metodo di Laplace alle equazioni differenziali lineari di ordine qualunque con due variabili indipendenti», Rend. Circ. Matem. Palermo (em italiano), 20: 344–374, doi:10.1007/BF03014045
- Pisati, Laura (1908), «Sulle corrispondenze funzionali non analitiche originate da integrali definiti», Rend. Circ. Matem. Palermo (em italiano), 25: 272–282, doi:10.1007/BF03029130

### Livros
- L. Pisati (1907). Elementi di geometria ad uso delle scuole medie inferiori (em italiano). [S.l.]: Paravia. ISBN 0-226-28863-3